# Jaromír Petřík
Jaromír Petřík (22. listopadu 1931, Třebovětice – 29. ledna 2007, Praha) byl český tanečník, choreograf a baletní mistr.

## Život
Narodil se v Třebověticích a po vystudování gymnázia se chtěl věnovat jazykům. Mimo toho ale také vystupoval v amatérském souboru Pražská zpěvohra, kde si ho všiml Luboš Ogoun a doporučil ho šéfovi baletního souboru Národního divadla Sašovi Machovovi. Ten mu poskytl měsíční školení a na počátku divadelní sezony 1949/1950 jej angažoval do Baletu Národního divadla, kde už 14. září 1950 Petřík tančil svou první sólovou roli, a to Parise v Romeovi a Julii. Díky své píli i přes pozdní začátek baletní průpravy získal pozici sólisty, kterou v roce 1957 potvrdil i nově zvolený šéf Baletu Národního divadla Jiří Němeček starší. V rámci programu Hvězdy evropského baletu v Sofii zde vystoupil v roce 1961 společně s Naděždou Blažíčkovou. Následně o rok později absolvoval studium baletu na HAMU a když absolvoval stáž na Tanečním učilišti Agripiny Jakovlevny Vaganovové v Leningradě, rozvinul svou uměleckou profesi v plné šíři. V roce 1967 se představil jako Princ v Labutím jezeře v Havaně, tedy v téže roli, s kterou ukončil svou stáž v Leningradě.
Jeho první role byly lyrické, a to například Paris v Romeovi a Julii, Vavřena ve Filosofské historii, Švanda ve Švandovi dudákovi, Dafnis v Dafnidovi a Chloe, hlavní role v Krysaři a Juanovi a po leningradské stáži to byly role jako například Princ v Labutím jezeře, Ivan v Ptákovi Ohnivákovi, Romeo v Romeovi a Julii, Odysseus v Bloudění Odysseově a titulní role v Othellovi. V 70. letech to byly zase převážně charakterní role, například Tybalt v Romeovi a Julii, Krassus ve Spartakovi nebo hlavní role v Podivuhodném mandarínovi.
Mimo toho v letech 1969 až 1974 vyučoval na Pražské konzervatoři sólový tanec. V Národním divadle působil až do svého odchodu do důchodu v roce 1987. Jeho manželkou byla tanečnice Eliška Boňková. Za svou práci obdržel za rok 1999 Cenu Thálie za celoživotní mistrovství v kategorii balet a pantomima. Zemřel 29. ledna 2007 po dlouhé nemoci v Praze.

## Ocenění
- 1968 titul zasloužilý umělec
- 1999 Cena Thálie za celoživotní taneční mistrovství